# Kampen om tungtvannet
Kampen om tungtvannet (en inglés: "The Heavy Water War: Stopping Hitler's Atomic Bomb"), es una miniserie de televisión noruega-danesa-británica transmitida del 4 de enero del 2015 hasta el 1 de febrero del 2015 por medio de la cadena NRK.
La miniserie cuenta la historia sobre el proyecto de armas nucleares alemán y el sabotaje de agua pesada en Noruega.

## Historia
La miniserie comienza en Estocolmo 1933 cuando el científico alemán Werner Heisenberg es galardonado con el Premio Nobel de Física y es felicitado por su mentor Niels Bohr, quien previamente había recibido el Premio Nobel.
Los oficiales y miembros de la resistencia noruega y sus aliados crearán un plan para destruir las intenciones de Hitler para conseguir la bomba atómica durante la Segunda Guerra Mundial y un grupo realizará el sabotaje más importante contra la planta de producción de agua pesada de la compañía "Norsk Hydro" en Rjukan en el centro de Noruega. El agua pesada, es un componente básico en la investigación para la fabricación de bombas atómicas y Alemania tiene un altísimo interés estratégico en proteger la planta para asegurar su fabricación.
Los sucesos son vistos desde cuatro ángulos: el lado alemán (a través de su investigación científica de la energía atómica liderada por Werner Heisenberg), los aliados (tanto en su cuartel general en Londres como en la base escocesa donde se planean los sabotajes), los saboteadores (el comando noruego encargado de llevar los ataques) y el equipo de la compañía (la empresa fabricante del agua pesada y sus directivos).

## Personajes

### Personajes principales
| Actor                   | Personaje                    | Ocupación                                    | Episodios | Duración |
| ----------------------- | ---------------------------- | -------------------------------------------- | --------- | -------- |
| Tobias Santelmann       | Joachim Rønneberg            | Oficial y Miembro de la Resistencia Noruega  | 6         | 2015     |
| Christian Rubeck        | Claus Helberg                | Miembro de la Resistencia Noruega            | 6         | 2015     |
| Torstein Bjørklund      | Arne Kjelstrup               | Miembro de la Resistencia Noruega            | 6         | 2015     |
| Benjamin Helstad        | Jens-Anton Poulsson          | Oficial y Miembro de la Resistencia Noruega  | 6         | 2015     |
| Rolf Kristian Larsen    | Einar Skinnarland            | Miembro de la Resistencia Noruega            | 6         | 2015     |
| Audun Sandem            | Knut Haugland                | Miembro de la Resistencia Noruega            | 6         | 2015     |
| Eirik Evjen             | Kasper Idland                | Miembro de la Resistencia Noruega            | 6         | 2015     |
| Mads Sjøgård Pettersen  | Fredrik Kayser               | Miembro de la Resistencia Noruega            | 6         | 2015     |
| Ole Christoffer Ertvaag | Birger Strømsheim            | Miembro de la Resistencia Noruega            | 6         | 2015     |
| Endre Ellefsen          | Hans Storhaug                | Miembro de la Resistencia Noruega            | 6         | 2015     |
| Frank Kjosås            | Knut Haukelid                | Miembro de la Resistencia Noruega            | 6         | 2015     |
| Espen Klouman Høiner    | Leif Tronstad                | Científico y Oficial de Inteligencia Noruega | 6         | 2015     |
| Christoph Bach          | Werner Heisenberg            | Físico Alemán y Profesor                     | 6         | 2015     |
| Andreas Döhler          | Kurt Diebner                 | Físico Nuclear Alemán                        | 6         | 2015     |
| David Zimmerschied      | Carl Fredrich von Weizsäcker | Físico y Filósofo Alemán                     | 6         | 2015     |
| Robert Hunger-Bühler    | Emil Leeb                    | General Bavario-Alemán                       | 6         | 2015     |
| Marc Benjamin Puch      | Maj. Decker                  | Mayor                                        | 6         | 2015     |
| Pip Torrens             | John Skinner Wilson          | Coronel Escocés                              | 6         | 2015     |
| Espen Reboli Bjerke     | Jomar Brun                   | Ingeniero Químico Noruego                    | 6         | 2015     |
| Stein Winge             | Axel Aubert                  | Ingeniero Químico Noruego                    | 6         | 2015     |
| Søren Pilmark           | Niels Bohr                   | Físico Danés                                 | 6         | 2015     |
| Dennis Storhøi          | Bjørn Henriksen              | Director de la Planta                        | 6         | 2015     |
| Anna Friel              | Cpt. Julie Smith             | Agente de Inteligencia Británica             | 6         | 2015     |
| Peri Baumeister         | Elisabeth Heisenberg         | Esposa de Werner                             | 6         | 2015     |

### Personajes secundarios
| Actor             | Personaje       | Ocupación       | Nº de episodios | Duración |
| ----------------- | --------------- | --------------- | --------------- | -------- |
| Ragnhild Myntevik | Astrid          | -               | 6               | 2015     |
| Maibritt Saerens  | Ellen Henriksen | Esposa de Bjørn | 6               | 2015     |
| Julia Schacht     | Tone Jørgensen  | -               | 4               | 2015     |
| Clara Lien Sunde  | Lise            | -               | 4               | 2015     |
| Elg Elgesem       | Rolf Danielsen  | -               | 3               | 2015     |
| Corey Johnson     | Gral. Pritchard | General         | 3               | 2015     |
| Uwe Preuss        | Gral. Fischer   | General         | 2               | 2015     |
| Glenn Andre Kaada | Kristiansen     | -               | 2               | 2015     |

## Episodios
La miniserie está conformada por 6 episodios.

## Premios y nominaciones
| Año  | Categoría                     | Premio              | Nominado (a)             | Resultado |
| ---- | ----------------------------- | ------------------- | ------------------------ | --------- |
| 2015 | TV Series and Serials: Music  | Golden FIPA Award   | Kristian Eidnes Andersen | Ganó      |
| 2015 | Best TV Drama                 | Golden Screen Award | Kampen om tungtvannet    | Ganó      |
| 2015 | TV Drama - Series and Serials | Prix Italia Award   | Kampen om tungtvannet    | Ganó      |

## Producción
Dirigida por Per-Olav Sørensen, contó con el escritor Petter S. Rosenlund, Lars Andersen, Mette M. Bølstad, Michael W. Horsten y Adam Price.
Es producida por Kari Moen Kristiansen, junto a los productores ejecutivos Marcus B. Brodersen, Morten Fisker, Sveinung Golimo, John M. Jacobsen, Stewart Mackinnon y Tone Rønning. El equipo contó con los productores de línea Roy Anderson y Pavel Muller, y la productora junior Eva Anker-Rasch Storm.
La música está en manos del compositor danés Kristian Eidnes Andersen, mientras que la cinematografía estuvo a cargo de John Christian Rosenlund y la edición fue realizad por Per-Erik Eriksen, Silje Nordseth y Martin Stoltz.
La serie fue filmada en Noruega y República Checa.
La producción costó alrededor de 75 millones de coronas noruegas (alrededor de 8,7 millones de €).
Cuenta con las compañías de producción NRK, por "Filmkameratene" en Noruega, por "Sebasto Film" en Dinamarca y por "Headline Pictures" en el Reino Unido.
La compañía "MHz Networks" obtuvo los derechos de la serie para transmitirla en Estados Unidos.

### Emisión en otros países
| País           | Título                                  | Cadena                            | Fecha de Inicio                                          | Fecha de Finalización |
| -------------- | --------------------------------------- | --------------------------------- | -------------------------------------------------------- | --------------------- |
| Alemania       | Der Kampf um Schweres Wasser            | -                                 | -                                                        | -                     |
| Canadá         | -                                       | -                                 | 28 de abril de 2016                                      | -                     |
| Dinamarca      | Kampen om det tunge vand                | TV 2                              | 2 de abril de 2015                                       | -                     |
| España         | La Batalla del Agua Pesada              | A Contracorriente                 | -                                                        | -                     |
| Estados Unidos | The Heavy Water War                     | Netflix                           | 1 de febrero de 2016                                     | -                     |
| Estonia        | Raskeveesõda                            | -                                 | -                                                        | -                     |
| Finlandia      | Taistelu kuoleman vedestä               | -                                 | 8 de noviembre de 2015                                   | -                     |
| Francia        | Heavy Water War: Les soldats de l'ombre | Entertainment One Benelux Lumiere | 20 de marzo de 2016                                      | -                     |
| Japón          | -                                       | -                                 | 2 de julio de 2016 (DVD)                                 | -                     |
| Noruega        | Kampen om tungt vannet                  | -                                 | -                                                        | -                     |
| Países Bajos   | -                                       | -                                 | 1 de mayo de 2015 (Blu-ray y DVD)                        | -                     |
| Polonia        | -                                       | Kino Swiat VOD                    | 15 de enero de 2016                                      | -                     |
| Reino Unido    | The Saboteurs                           | More4                             | 19 de junio de 2015 10 de agosto de 2015 (Blu-ray y DVD) | -                     |
| Rusia          | Сражение за тяжёлую воду                | -                                 | -                                                        | -                     |
| Suecia         | Kampen om tungvattnet                   | -                                 | 17 de enero de 2016                                      | -                     |